# VF Corporation
VF Corporation (раніше Vanity Fair Mills до 1969 року) — американська глобальна компанія з виробництва одягу та взуття, заснована в 1899 році Джоном Барбі зі штаб-квартирою в Денвері, штат Колорадо. 13 брендів компанії поділяються на три категорії: Outdoor, Active і Work. Компанія контролює 55% ринку рюкзаків у США завдяки брендам JanSport, Eastpak, Timberland і The North Face.

## Бренди корпорації

### Наявні бреди
Рік поглинання або злиття у дужках.

#### Робочий одяг
- Dickies (2017)[6]

#### Спортивний і активний одяг
- Altra (2018)[7]
- Eastpak (2000)[8]
- Icebreaker (2018)
- And1 Lab (1999)
- JanSport (1986)
- Kipling (2004)[9]
- Lee (1969)
- The North Face (2000)
- Napapijri (2004)
- SmartWool (2011)
- Supreme (2020)[10]
- Timberland (2011)
- Vans (2004)
- Wrangler Jeans (1986)

### Вилучені бренди
- Vanity Fair lingerie (продано 2007 в Fruit of the Loom)
- 7 for All Mankind (продано 2016 в Delta Galil Industries)
- Splendid (продано 2016 в Delta Galil Industries)
- Eagle Creek (продано 2021 колишньому президенту нових брендів VF Corp. Travis Campbell).[11]
- Ella Moss (продано 2016 в Delta Galil Industries)
- Majestic Athletic (продано 2017 в Fanatics)
- Nautica (продано 2018 в Authentic Brands Group)
- Bulwark Protective Apparel (продано 2021 в Redwood Capital Investments, LLC; став часткою Workwear Outfitters)
- Chef Designs (продано 2021 в Redwood Capital Investments, LLC; став часткою Workwear Outfitters)
- Horace Small (фірма з виробництва одягу — заснована в 1937 і розташована в Нашвілл—що виготовляла уніформу для правоохоронних, пожежних, ДСНС, охорони та землевпорядних служб.[12] У 2021, Horace Small був проданий в Redwood Capital Investments, LLC; і потім став часткою Workwear Outfitters.
- Kodiak (продано 2021 в Redwood Capital Investments, LLC; став часткою Workwear Outfitters)
- Liberty (продано 2021 в Redwood Capital Investments, LLC; став часткою Workwear Outfitters)
- Red Kap (продано 2021 в Redwood Capital Investments, LLC; став часткою Workwear Outfitters)
- Terra (продано 2021 в Redwood Capital Investments, LLC; став часткою Workwear Outfitters)
- VF Solutions (продано 2021 в Redwood Capital Investments, LLC; став часткою Workwear Outfitters and renamed Image Authority)
- Walls (продано 2021 в Redwood Capital Investments, LLC; став часткою Workwear Outfitters)
- Work Authority (продано 2021 в Redwood Capital Investments, LLC; став часткою Workwear Outfitters)
- Workrite Fire Service (продано 2021 в Redwood Capital Investments, LLC; став часткою Workwear Outfitters)

## Зовнішні посилання
- Офіційний вебсайт компанії [Архівовано 5 вересня 2019 у Wayback Machine.]